# Coribàntiques
Les Coribàntiques (en grec antic: Κορυβαντικά) eren un festival de misteris que se celebrava a Cnossos de Creta associada als coribants, que es consideraven els mateixos que els curets, els quals havien salvat a Zeus d'infant quan el cercava Cronos.
Les Coribàntiques es tenien per un festival molt antic. La persona que s'havia d'iniciar estava asseguda en un tron, i els iniciats formaven un cercle i dansaven al seu entorn, vestits amb armadures i acompanyats de flautes i tambors. Aquesta part de la festivitat es deia tronosi o tronisme (θρόνωσις, θρονισμός, termes relacionats amb θρόνος 'tron').